# Алвена
Алвена (англ. Alvena) — село в канадській провінції Саскачеван за 60 км на північний схід від м. Саскатун. Багато ранніх поселенців до Алвени були українцями, в основному, селян з Австро-Угорської імперії. Інші були з Польщі. Ранішими поселенцями вздовж річки Південного Саскачевану були метиси. Під час перепису 2016 року, 5 осіб вказали рідною мовою українську.

## Населення

### Чисельність
| 2001 | 2006 | 2011 | 2016 |
| ---- | ---- | ---- | ---- |
| 86   | 55   | 55   | 60   |